# 台灣的拼音系統爭議
臺灣的拼音系統爭議起源於1990年代末期。1945年臺灣結束日治時期之後，早年無論政府或民間皆使用威妥瑪拼音（官方標準為大陸時期頒布的國語羅馬字，以及其後繼承的注音符號第二式），1996年經濟建設委員會在國際化的要求下，以內部行政協調方式，決定以注音二式作為統一全國街路譯名的版本，交通部並行文各交通單位開始執行。然而當時陳水扁任市長的台北市政府認為注音二式不適合國際化的需求，遂於1998年推出與漢語拼音相似度極高的通用拼音（與2002年推行全國的通用拼音不同，當時的版本仍採用zh、x、q，並以i表示空韻），而宜蘭縣、基隆市的路標則以臺語音譯，遂演變成中央和地方之間的矛盾。

## 拼音問題的爭執點
拼音問題主要的爭執點在於：
- 採用何種方式譯寫國語發音沒有共識。支持漢語拼音者認為其已經是ISO、聯合國和美國國會圖書館都採用的國際標準，有助於跟國際接軌；反對採用漢語拼音者則擔心造成國際上認為中華民國與中華人民共和國同屬一國的問題（畢竟臺灣跟新加坡狀況不同）。
  - 此一爭執點並進一步將「漢語拼音 vs. 通用拼音」演變成台、中華意識型態之爭。
- 通用拼音和漢語拼音有極大部份相同，但漢語拼音的一些拼寫與臺灣通行的國語發音有所落差，支持通用拼音的人認為採用臺灣特色的拼音系統才能凸顯臺灣的主體性。
- 因地方意識抬頭，有些觀點認為地名跟路標音譯應尊重「在地音」原則，採用台語或客家語發音比較務實。
  - 例如基隆市即部份採國語、部份採台語發音。1997年台北市的路標大部分為國語發音，少部份路名、區名、里名為台語，甚至還有原住民語的例子，如凱達格蘭大道。
- 拼音的目的在於提供外國觀光人士幫助，還是呈現本地語音特色，則各有不同看法。
- 最大的問題則在於無論採用何種拼音，總是有不同單位譯寫結果不一致和工人拼錯的狀況。

## 中央政府的解決方案

### 通用拼音時期
2000年民進黨上台執政，通用拼音方案經過修訂並增加台語、客家語、原住民語適用的版本之後，於2002年編訂《中文譯音使用原則》，全面採用通用拼音做為中文音譯標準（仍是根據國語發音音譯），因為部份地方政府反彈，而且此原則只是「行政指導」位階，不禁止地方政府自行決定其它方案，所以並未達到統一拼音方式的目的。
例如當時的臺北市市長馬英九，考量到更換拼音系統的成本和國際化的需求後，決定採用漢語拼音標示台北市的街道名稱，並將之推向整個台北捷運（含臺北縣路段）的車站英文標示。至於在台北縣境內的車站及地名，若兩者拼法相異時，則以漢語拼音為主，同時以括弧標示通用拼音。此作法也用於台北縣市交界處、高速公路路標，部份人士認為此舉不尊重台北县政府，並且违反政府的语言政策。2005年底國民黨贏得台北縣長選舉之後，台北縣也改用漢語拼音，因此北捷和縣市交界處的通用拼音指標全被塗銷。
由於民進黨政府大力推動通用拼音，使原本用台語譯寫的宜蘭縣及基隆市的路牌，陸續依照《中文譯音使用原則》的規定，改以國語方式譯寫。

### 漢語拼音時期
2008年9月16日，行政院通過教育部提案，修訂《中文譯音使用原則》，2009年1月1日起官方譯音標準從通用拼音全面改採漢語拼音。
為避免中文譯音改採漢語拼音政策耗費鉅額經費，影響社會觀感，造成政府決心國際化之良善立意遭到曲解，依影響評估及衡酌輕重緩急等因素，將配套措施分三階段逐步實施，並尊重縣市權責及立場，未強制全面更改。目前僅彰化、臺南、高雄三縣市是以通用拼音為主，其餘縣市及中央單位（高公局、鐵路局等）均以漢語拼音為主，例外狀況是各地地政單位可能準備了不同的拼音（臺南地政提供漢語拼音、屏東地政提供通用拼音），以及臺鐵鳳山車站英文站名自2020年年底換上通用拼音招牌。
台灣的外交部未限制人民使用何種拼音方案，可依個人喜好自由選擇，除華語的威妥瑪拼音、漢語拼音、通用拼音等外，亦可使用台語拼音、客語拼音、原住民語等國家語言之拼音作拼寫。

## 注音符號的延續
在臺灣，學生用注音符號學習生字與讀音。部份人士希望以通用拼音取代，但是基於對拼音使用的爭議、重新創制教材問題以及教師訓練問題等，加上注音符號用於國民教育已有長久歷史，因此注音符號仍繼續保留和使用，並普遍使用於以兒童爲對象的場合與公共場所。